# Alpha Twins
Pour les articles homonymes, voir Timmerman.
Alpha Twins, aussi surnommé Alpha², est un groupe néerlandais de hardstyle.

## Histoire
Le groupe se forme en 2000 avec Arjan et Anco Timmerman. Ils sont frères et non jumeaux, contrairement à ce que leur nom de scène laisse entendre. Depuis l'an 2000, ils se produisent lors d'anniversaires et d'autres petites fêtes, jusqu'à ce que Q-dance leur demande de jouer dans la salle VIP du Hemkade. C'était lors de la soirée Oldstyle Outburst. À partir de là, ils deviennent plus connus et sont également invités à jouer lors des soirées Qlubtempo. Leur première grande soirée où ils se produisent est In Qontrol 2004.
En avril 2008, ils fondent leur propre label, A² Records, qui est un sous-label de Scantraxx. En 2009, ils sortent leur EP Unleashed au sein de ce label. Ils sortent leur premier album, Recharged, le 5 août 2016. Ils jouent au Defqon.1 2022 parmi 290 groupes et artistes.

## Discographie

### Albums studio
- 2016 : Recharged (Scantraxx)

### EP et singles
- 2003 : Qlubtempo Big Time E.P. (Q-Dance)
- 2003 : Rock The Sure Shot / Fucked (Blutonium Records)
- 2004 : Sick MF (Sys-X Records)
- 2005 : The Darkside (Q-Dance)
- 2006 : Drop The Beats Out (Sys-X Records)
- 2006 : Laws of War (Mythica Records)
- 2006 : Straight to Hell (Mythica Records)
- 2006 : Nowhere to Hide / In Tim (A² Records)
- 2008 : No Mercy (Explosive Records)
- 2008 : Fragments (A² Records)
- 2008 : Say Yeah (A² Records)
- 2009 : Unleashed (A² Records)